# Raschwitz

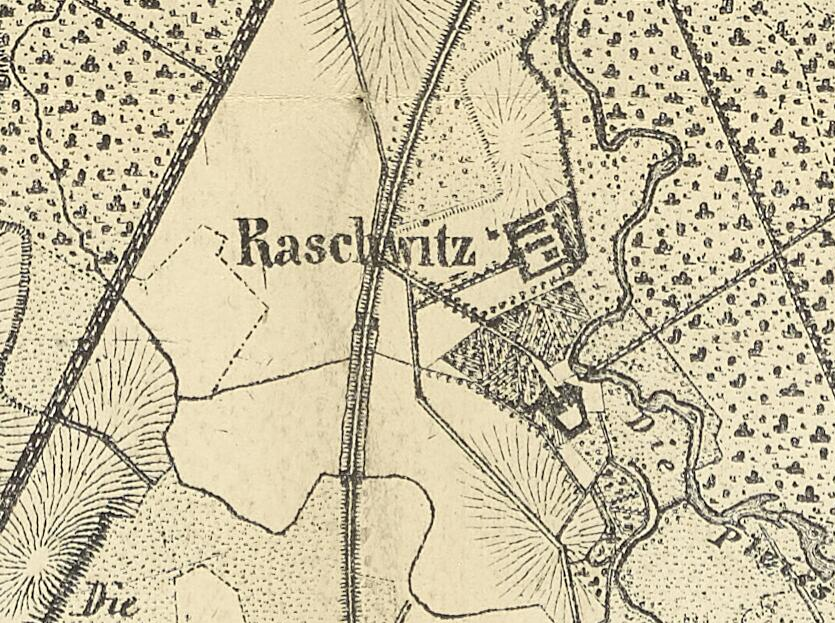
Raschwitz auf einer Karte von 1863

Raschwitz auf einer Karte von 1907

Raschwitz ist ein Ortsteil der Stadt Markkleeberg im Landkreis Leipzig. Es ist ein reines Wohngebiet im Norden der Stadt mit durchgängig villenartiger Bebauung. Erholungsmöglichkeiten für Einwohner und Gäste bietet der im Stile des Englischen Landschaftsgartens angelegte agra-Park.

## Lage
Raschwitz ist der nördlichste Teil von Markkleeberg. Er wird im Osten durch die Pleiße begrenzt, im Süden etwa durch die Parkstraße, im Westen durch die Koburger Straße und im Norden durch den Auenwald. Nachbarorte sind im Norden und Osten die Leipziger Stadtteile Connewitz und Dölitz, im Süden und Westen die Markkleeberger Ortsteile Oetzsch und Gautzsch.

## Geschichte

Der Weg von Leipzig zum Ausflugslokal im Gut Raschwitz 1788

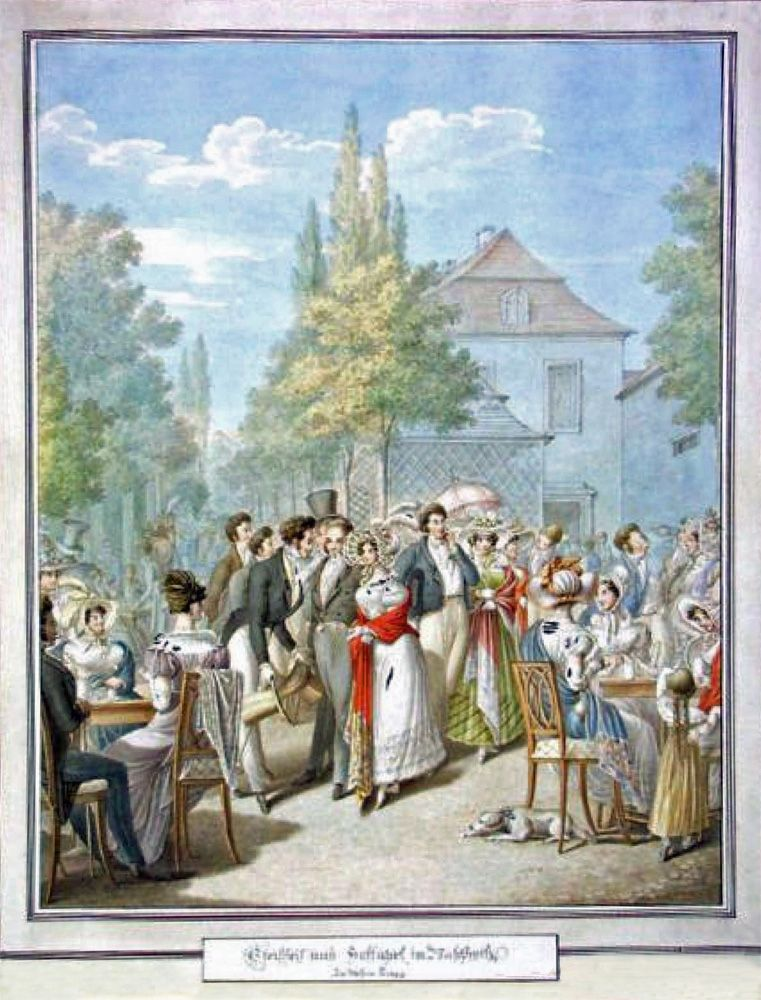
„Steifheit und Hoffahrt in Raschwitz“. Aquarell von Georg Emanuel Opiz

Vor der Bebauung war das heutige Raschwitz Überschwemmungsgebiet der Pleiße. Es wurde nicht nur von der Pleiße, sondern auch von deren ehemaligem Nebenarm, der Jungfernlache durchflossen, die heute nur noch nordwestlich von Raschwitz als Altarm erhalten ist.
Nachdem 1378 ein Rodeswicz erwähnt wird und 1457 noch von einem Dorf Raschewitz samt Vorwerk die Rede ist, existierte 1696 nur noch das Vorwerk. Die Grundherrschaft darüber erlangte 1457 der Rat der Stadt Leipzig von den Lehnsherren Gebrüder von Maltitz, verkaufte Raschwitz jedoch 1630 wieder (folgende Besitzer Georg Schmied, Familie von Kühlewein, Gottfried von Lindenau), um es 1779 erneut zu erwerben. Nun richtete hier der Rat der Stadt Leipzig eine  Wein- und Kaffeestube als Ausflugslokal ein.

Das Herrenhaus Raschwitz um 1900 (Architekt Peter Dybwad)

Das Restaurant muss wohl ein recht exklusives Niveau besessen haben, denn ein zeitgenössisches Aquarell um 1820 mit modisch gekleideten Besuchern ist betitelt „Steifheit und Hoffahrt in Raschwitz“. Auch der Geheimrat Johann Wolfgang von Goethe war dort, am 11. Mai 1800.
1835 kaufte der Besitzer des Leipziger Hôtel de Pologne Christian August Pusch das Anwesen und erweiterte das Ausflugslokal. 1842 erfolgte der Bau der Bahnstrecke Leipzig–Hof über Raschwitzer Gelände. Raschwitz lag bis 1856 im kursächsischen bzw. königlich-sächsischen Kreisamt Leipzig. Ab 1856 gehörte der Ort zum Gerichtsamt Leipzig II und ab 1875 zur Amtshauptmannschaft Leipzig. 1864 vereinigte sich Raschwitz mit dem südlichen Nachbarort Oetzsch.
1889 wechselte das Gut wieder den Besitzer. Erich Walter Kees, ein Nachfahre des Oberpostmeisters Johann Jakob Kees, kaufte es von Puschs Erben, ließ den kompletten Gebäudebestand abreißen und sich von dem Leipziger Architekten Peter Dybwad einen repräsentativen Herrensitz errichten. Die Geländeflächen des Gutes ließ er zur Bebauung parzellieren und neue Straßen und Schleusen anlegen. 1893 erwarben Carl Victor Lampe-Vischer, Erbe des reichen Leipziger Kaufmanns Carl Lampe, und der Zeitungsverleger Paul Herfurth große Areale, Lampe-Vischer im nördlichen Teil mit dem Herrenhaus und Herfurth im Süden vor allem Wiesengelände.
Nach Lampe-Vischers Tod ließ sein Sohn 1907 das Herrenhaus niederreißen und 1911/12 durch Erich Walter Voigt ein neues neoklassizistisches in senkrechter Ausrichtung zum alten errichten sowie einen Park anlegen. Es entstand auch der der Wasserversorgung dienende Turm auf dem Gelände, welcher der zum Grundstück führenden Straße den Namen gab (Turmblick). 1933 wurde das Herrenhaus in Wohnungen aufgeteilt.
Herfurth ließ auf seinem Gelände einen Landschaftspark anlegen, der sich im Laufe der Jahre zu einem der schönsten Privatparks Sachsens entwickelte. Neben weiteren Gebäuden entstand 1897 auf dem höchsten Punkt der Anlage der Sommersitz der Familie, das Weiße Haus, das an das Petit Trianon in Versailles erinnern sollte. In den 1920er Jahren erwarb er auch noch Parkanteile von Lampe-Vischer und dehnte das Areal über die Pleiße bis auf Dölitzer Gelände aus. Nach der Enteignung der Familie Herfurth 1945 zog 1948 die Gartenbauausstellung auf dem Raschwitzer Teil des Parkes ein und erfasste ab 1953 als Landwirtschaftsausstellung den gesamten Park. Anfang der 1970er Jahre wurde wegen des Braunkohleabbaus die Pleiße auch im Parkbereich begradigt und eine 360 Meter lange Hochstraße zur Aufnahme der Fernverkehrsstraßen F2 und F95 über den Park gezogen. Seit der Wende steht der Erholungscharakter des Parks insbesondere auf Raschwitzer Seite wieder im Vordergrund.

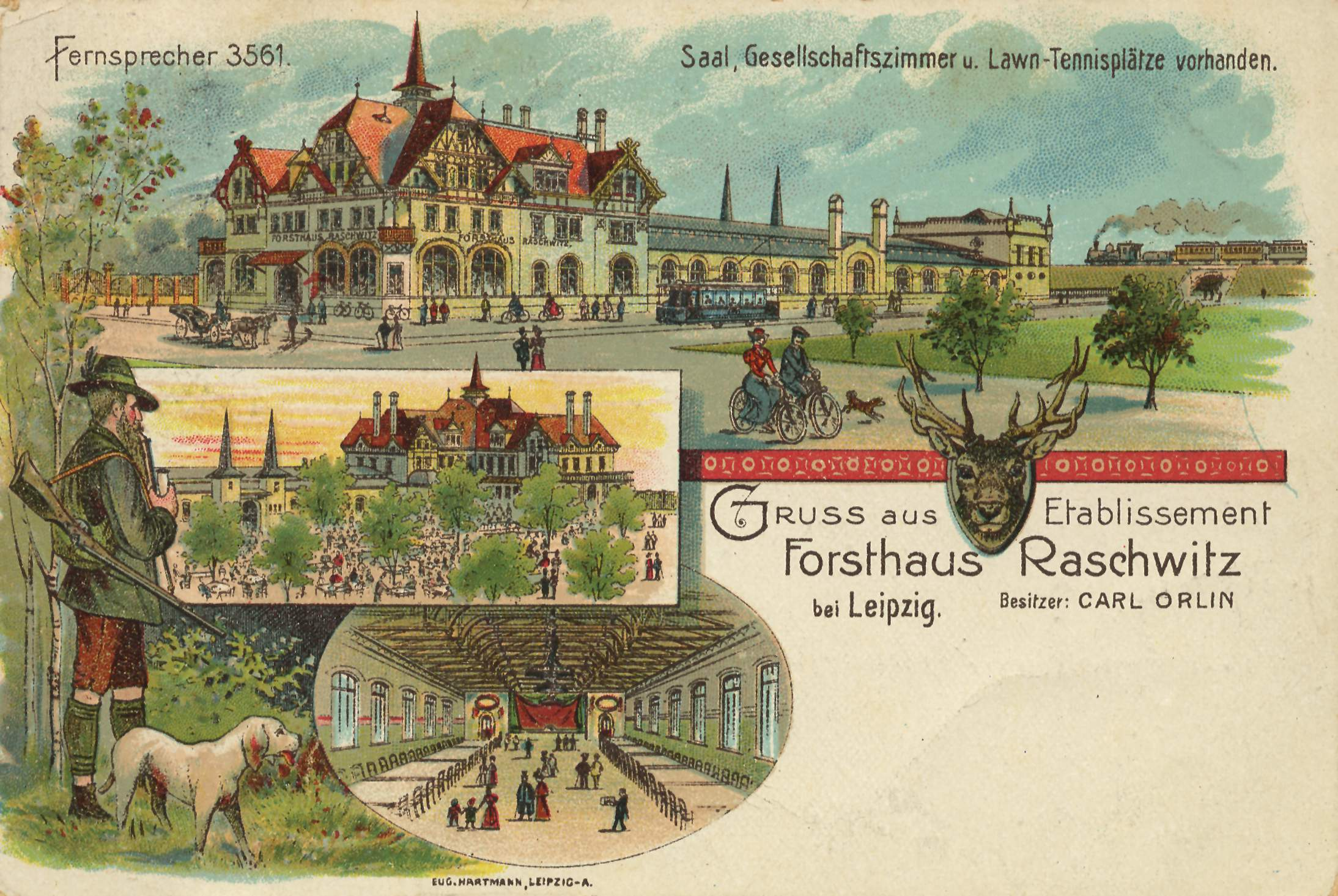
Das Forsthaus Raschwitz um 1900

Nachdem 1889 die Raschwitzer Ausflugsgaststätte im Rittergut weggefallen war, öffnete 1898 die Gaststätte Forsthaus Raschwitz an der Koburger Straße, die die Schankrechte vom ehemaligen Rittergut übernahm. Nach Schließungen zur Inflationszeit und nach der Wende ist das Forsthaus seit 1997 wieder ein beliebtes Ausflugsziel.
1902 erhielt Raschwitz über die Leipziger Außenbahn AG Anschluss an das Leipziger Straßenbahnnetz. Seit der Einstellung des südlichen Abschnitts der Linie 9 nach Markkleeberg-West fährt seit dem 29. November 2015 keine Straßenbahn mehr in Raschwitz. 
In den 1920er Jahren wurde Raschwitz mehr und mehr zum vornehmen Villenvorort von Leipzig. Dabei entstand unter anderem in der Dölitzer Straße auf von Lampe-Vischer erworbenem Gelände ein Landhaus für den Leipziger Generaldirektor der Thüringer Gas AG Carl Westphal, das heutige Westphalsche Haus, durch den Architekten Paul Schultze-Naumburg. Villen und Einfamilienhäuser entstanden in der „Herrenhaussiedlung“ und westlich der Bahnlinie in den Bereichen „Am Obstgarten“ und „Lumbsch“.
Ab 1915 bildeten Oetzsch mit Raschwitz und das östlich benachbarte Markkleeberg die gemeinsame Gemeinde Oetzsch-Markkleeberg, die 1934 in der neu gegründeten Stadt Markkleeberg aufging.

## Sehenswürdigkeiten

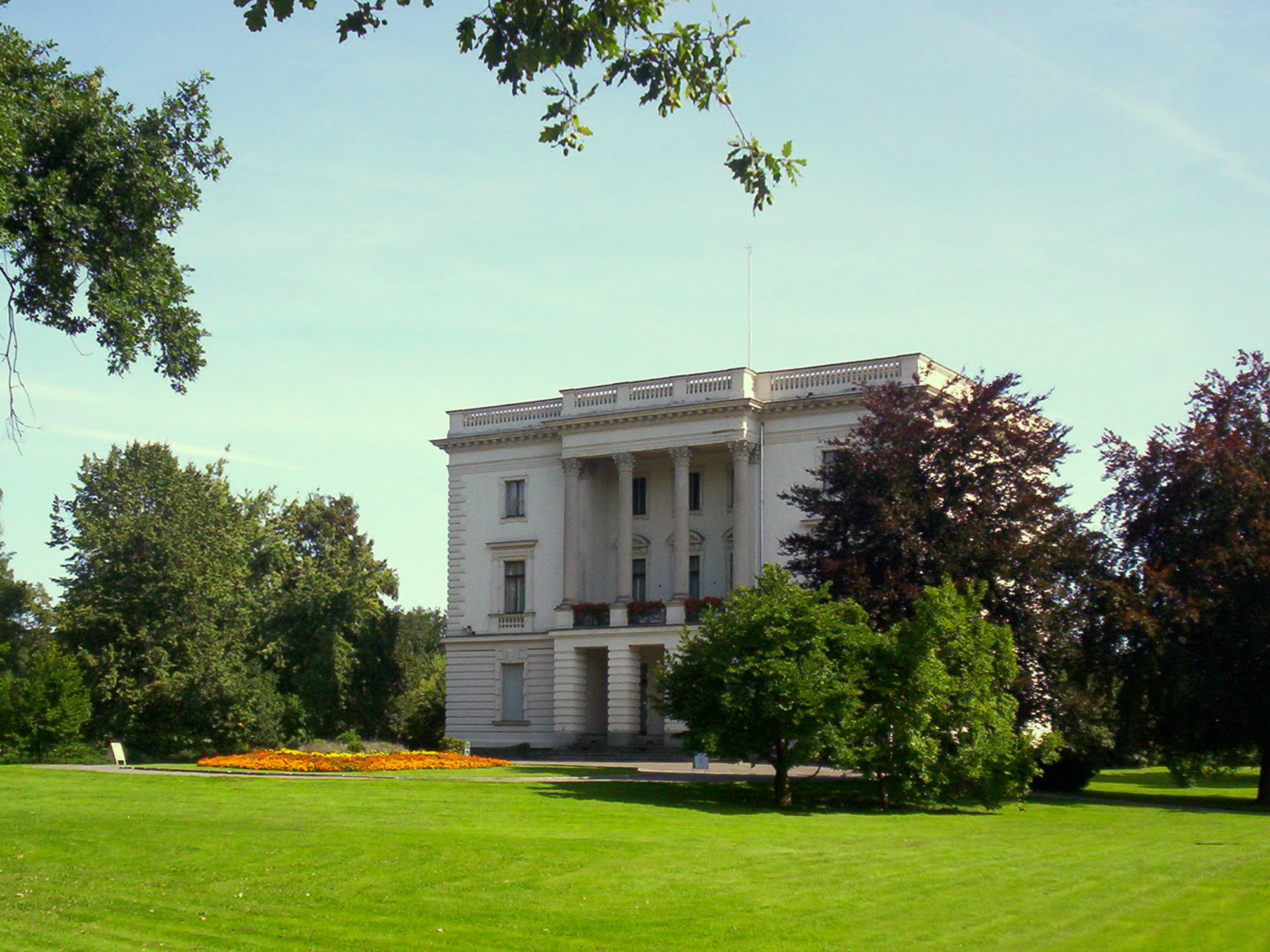
Das Weiße Haus im agra-Park

(siehe dazu Sehenswürdigkeiten in Markkleeberg)
Hauptanziehungspunkt in Raschwitz ist der agra-Park mit dem Weißen Haus, der sowohl Gestaltungselemente, wie Teiche, Wege und Bauten aus der Herfurth-Zeit als auch aus jener der Landwirtschaftsausstellungen, hier vor allem Plastiken, enthält. 
Sehenswert sind in Raschwitz aber auch die zahlreichen Villen in den verschiedensten Stilrichtungen, wie z. B. neoklassizistisch (Lößniger Straße 2), Holzhaus in nordischer Blockbauweise (Lößniger Straße 12), ländliche Villa (Hauptstraße 6) oder im Stil oberitalienischer Renaissance-Villen (Hauptstraße 10).